# توماس لونش (سياسي)
توماس لونش (بالإنجليزية: Thomas Lynch)‏ هو سياسي أمريكي، ولد في 1727 في الولايات المتحدة، وتوفي بنفس المكان في 1 ديسمبر 1776. انتخب عضو مجلس نواب كارولاينا الجنوبية.